# إيرل فان دورن
إيرل فـان دورن (بالإنجليزية: Earl Van Dorn) هو عسكري أمريكي، ولد في 17 سبتمبر 1820 في مسيسيبي في الولايات المتحدة، وتوفي في 7 مايو 1863 في سبرينغ هيل في الولايات المتحدة.